# James Peck
James Peck (Puerto Stanley, 6 de octubre de 1968) es un artista plástico y escritor británico-argentino nacido en las islas Malvinas. En el año 2011 se convirtió en la primera persona nacida en dicho territorio tras la ocupación de las Islas Malvinas por el Reino Unido en 1833 en solicitar y obtener la partida de nacimiento argentina, que por las leyes de este país y su reclamo de soberanía sobre el archipiélago, corresponde a todos los nacidos en las islas. Luego, le fue entregado su Documento Nacional de Identidad y pasaporte argentino, oficializando la ciudadanía de dicho país, como lo han hecho otros malvinenses. Tiene doble nacionalidad, ya que Peck no abandonó la británica.
En diciembre de 2015, por motivos personales destruyó su documentación argentina y renunció a la ciudadanía argentina, a pesar de que la nacionalidad argentina es irrenunciable de acuerdo lo establecido por el artículo 16 del Decreto Reglamentario 3213/84, complementario a la Ley 346 de Nacionalidad Argentina.

## Biografía

### Primeros años y guerra de 1982
Peck nació en la capital isleña y pertenece a una familia que lleva cuatro generaciones viviendo en las islas. Ellos son descendientes de inmigrantes ingleses, escoceses e irlandeses. James es el menor de tres hermanos. Su padre, Terry Peck, fue jefe de policía en las islas y fue el único malvinense que combatió en el lado británico en la guerra de las Malvinas en la batalla de Monte Longdon. Terry, también llegó a ser electo como representante para el consejo legislativo de las islas y se convirtió en uno de los más opositores a los intentos del Foreign Office para negociar con Argentina años antes de la guerra. Sus padres estaban divorciados. En la guerra, su madre había formado una nueva pareja con un argentino residente en las islas, que trabajaba para YPF cuando abastecía al lugar de petróleo. Cuando los británicos retomaron el control de la capital isleña, lo obligaron a irse. Durante el conflicto, él admitió que ayudó a los soldados argentinos a conseguirles alimentos en las tiendas, ya que no se les permitía comprar.
Peck, que tenía en ese entonces 13 años, ha dicho que la guerra fue «bastante terrible», afectándole, y que le ha llevado varios años superarlo. Gran parte de su obra como artista hace referencia al conflicto de 1982, con sombrías representaciones de tropas y trincheras recortadas contra un paisaje desolado, reflejando principalmente a los conscriptos argentinos.

Cuando dibujo los soldados, siento que soy cada figura. Que de algún modo, yo también soy un conscripto. Pinto su sufrimiento, que es profundo y trágico. Me engancho en ese viaje para mí mismo.

A James el final del conflicto también le significó una necesidad de irse del archipiélago. Entre 1989 y 1991, Peck estudió en el Chelsea School of Art de Londres. Esa experiencia le posibilitó una comprensión diferente de los habitantes de las islas. Allí también conoció a una novia, con quien se casó en 1992 y tuvo su primer hijo.

Es curioso, a miles de kilómetros de Inglaterra tratamos de preservar un nacionalismo que ya ni siquiera existe en la tierra de nuestros ancestros. (...) Y cuando un isleño viaja se encuentra con la realidad: los ingleses no saben muy bien quiénes somos o dónde estamos. A mí hasta llegaron a felicitarme sorprendidos por mi buen inglés. Yo me siento de un lugar propio, no de Inglaterra. No tengo sentimientos nacionalistas; en todo caso, sí me conmueve el paisaje de las islas: estar ahí, solo en el fin del mundo, es una sensación única.

Con respecto a los kelpers, ha dicho que «la guerra se llevó poca identidad que teníamos». Según él, la situación actual de las islas «no es genuina, no es inocente y con el referéndum (de 2013) hay mucha manipulación». Peck también está en contra de la exploración de petróleo en los mares de las islas. Al respecto del pensamiento malvinense sobre el conflicto se soberanía ha expresado:

... se le da demasiada atención a la Argentina, hay cuestiones más apremiantes aquí en las Malvinas. Algunas personas pasan demasiado tiempo alarmando sobre Argentina. Ir a la Argentina para hablar sugiere que el problema argentino es más importante - tal vez deberían venir aquí.

También estudió en el Falmouth School of Art, en Inglaterra, y en el Nacional Art School de Sídney, Australia. Ha realizado numerosas exposiciones en Argentina, Australia y el Reino Unido.

### Contactos con el continente
En 1993, el argentino Edward Shaw viajó por una semana a las islas. En ese entonces era el primer residente argentino que estuvo en las Malvinas desde 1982. Allí conoció a Peck y le pidió que se mantuviera en contacto y le enviara fotografías de su trabajo. En 1996 le propuso concretar una muestra en la capital argentina, realizada entre el 4 y el 20 de diciembre. Peck decía que «tenía grandes temores por las reacciones que pudiera generar tanto en los argentinos como en mi propio pueblo». Su muestra generó mucho interés en la ciudad.
En los años siguientes desarrolló una fuerte posición a favor de la soberanía argentina, lo que le provocó inconvenientes que lo decidieron a mudarse a Buenos Aires en 2006.

Solía defender cosas ahí, en las islas, pero me encontré con que ya no había nada que defender. Entonces pensé que me podía mudar acá y ser un padre argentino. Antes pensaba que no iba a poder. Pero me di cuenta de que sí podía y lo hice.

Recuerdo estar en el taller escuchando radio argentina con mucha nostalgia. Si entraba alguien, bajaba el volumen para que no se dieran cuenta de que estaba escuchando radio en castellano. Años después, la ponía más fuerte porque ya no importaba lo que pensara el resto.

James siempre se diferenció con las posturas de su padre. Mientras exponía en Buenos Aires conoció y se hizo amigo de Miguel Savage, un veterano argentino de la guerra que también luchó en la batalla de Monte Longdon. Junto a él viajó a las islas en varias ocasiones, haciéndose amigo de su padre Terry Peck hasta su muerte por cáncer en 2006.
Peck conoció a su segunda esposa María Abriani, una pintora argentina, cuando ella viajó a las islas y quiso conocer colegas locales. Luego de conocerse y enamorarse, ella quedó embarazada y su residencia con ella se volvió imposible por su nacionalidad. El propio gobernador de las islas le hizo saber a ambos que, si el niño nacía en las islas, sería un indocumentado. Las autoridades también se negaron a brindar asistencia médica a su esposa. Esto provocó que se mudasen a la Patagonia. Jack nació en Buenos Aires en 2002. Luego del divorcio, Peck volvió temporalmente a las Malvinas hasta febrero de 2011.
Él afirmó que su decisión de trasladarse nuevamente al continente respondió a una cuestión práctica porque en 2010 se separó de su mujer argentina, María, y quería vivir cerca de sus dos pequeños hijos, pero se le hacía muy difícil obtener un empleo siendo ciudadano británico. Su condición de malvinense complicaba su tránsito por el país, porque en Migraciones muchas veces no sellaban su pasaporte con el argumento de que sería considerar que «venía del extranjero». También admitió que las secuelas de la guerra podrían haber influido en su matrimonio, ya que nunca podía relajarse cuando estaba con la familia de su exmujer. Peck además ha dicho que tanto la Argentina, como las islas, han cambiado desde 1982. Él prefirió que sus hijos crezcan en el continente.

No me voy a separar de mis hijos por este lío que tenemos por las Islas. (...) No está pensado para insultar a los soldados británicos.

En declaraciones a la prensa argentina, Peck intentaba publicitar sus obras de arte, sus muestras, su libro y evitar realizar opiniones políticas sobre la cuestión de soberanía de las islas.

### Candidato a legislador
En 2007 James intentó sin éxito obtener un cargo en la Asamblea Legislativa de Malvinas por la circunscripción electoral de la capital. Quedó en último lugar con 85 votos (13,9 %). Peck fue candidato después de que un legislador elegido en 2005, Richard Davies, abandonase el Consejo por tecnicismos. Por el mismo cargo competían John Birmingham, quien resultó elegido, y Roger Edwards declarado «de línea dura contra los argentinos».

Estoy cansado de que las mismas personas entren en el Consejo todo el tiempo y estoy cansado de los concejales que no escuchan a la gente común. Quiero darle a la gente una opción diferente.

### Fútbol
Peck es uno de los jugadores con más participaciones y goles de la selección de fútbol de las Islas Malvinas. Ha participado junto a la selección malvinense en los Juegos de las Islas de 2005, 2009 y 2011. Su hijo mayor Joshua, nacido en 1991, participó junto a la selección en los Juegos de las Islas de 2013 y 2015.

### Obtención de la ciudadanía argentina

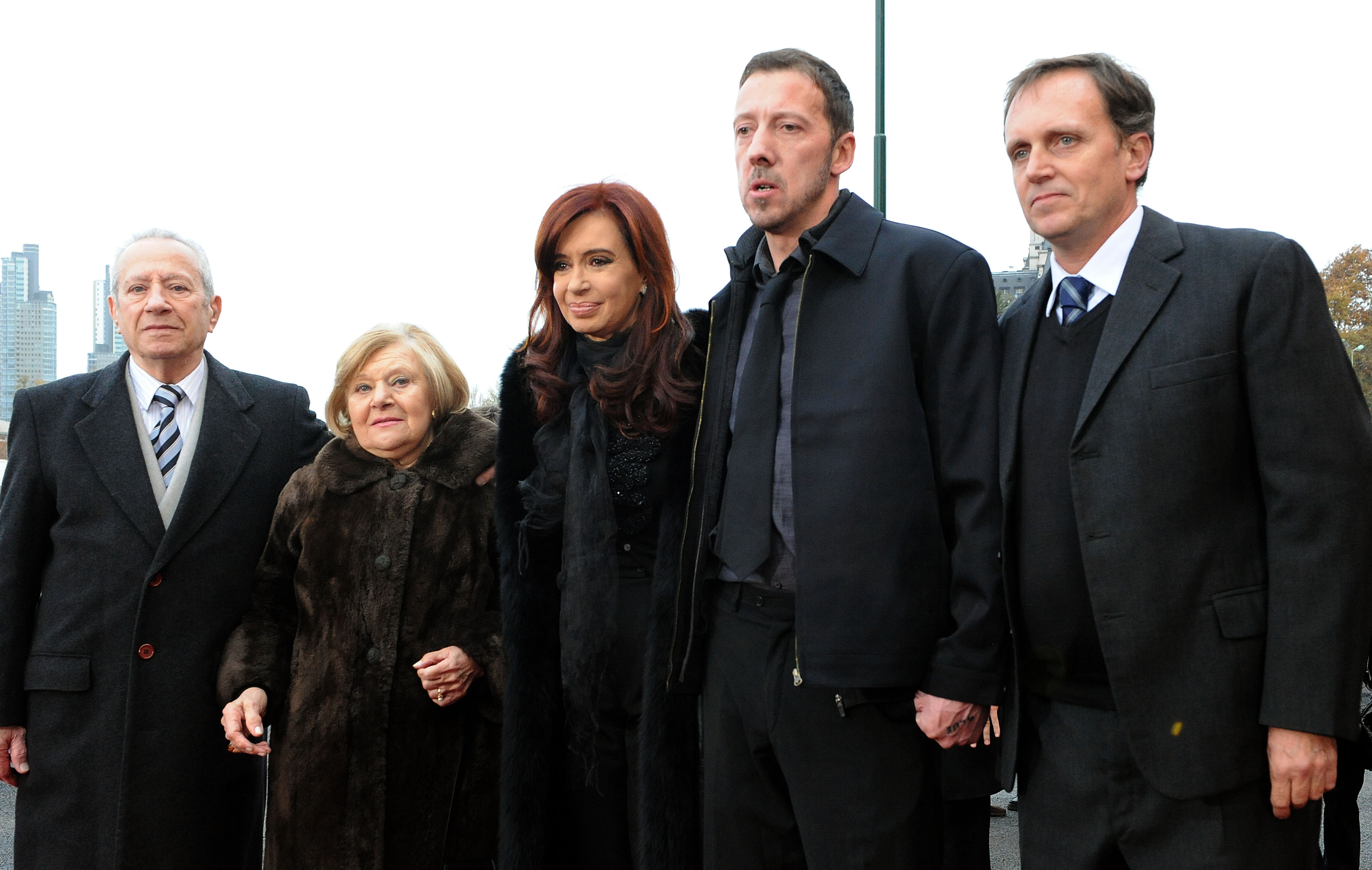
Acto donde recibió su documentación argentina.

Cuando decidió tramitar la ciudadanía argentina se le informó que debido a la ley nacional 26552 que estableció los límites de la provincia de Tierra del Fuego, Antártida e Islas del Atlántico Sur y por la cual las Malvinas forman parte de la misma, correspondía gestionarla en Ushuaia. El Registro Nacional de las Personas (Renaper), dijo que para poder extenderlo, también debía primero inscribir su nacimiento en Tierra del Fuego. El director del Registro Civil fueguino dijo que se trató del «primer acto jurídico de jurisdicción plena que se realiza sobre las islas». Peck pudo iniciar los trámites gracias a una gestión de funcionarios cercanos al exministro del Interior Florencio Randazzo.
El trámite fue concluido el lunes 13 de junio de 2011 en el Registro Civil de dicha ciudad, en un hecho que la gobernadora provincial Fabiana Ríos calificó de «histórico». La inscripción de Peck fue la primera vez que la provincia de Tierra del Fuego inscribió a un hombre nacido en las islas como ciudadano argentino. La gobernadora fueguina dijo que esto sentó «un precedente en la Nación y en la provincia para que toda persona nacida en el territorio ocupado ilegítimamente por Reino Unido pueda obtener su documentación de identidad en nuestro Registro Civil». Un día después, la presidenta de la Nación, Cristina Fernández de Kirchner, le entregó en mano su documento nacional de identidad mediante un acto celebrado en Buenos Aires. Ella lo denominó como «el buen kelper».
En los días siguientes del trámite de ciudadanía, Peck informó que recibió amenazas de muerte por parte de los isleños. En una entrevista afirmó que es considerado por los malvinenses y la prensa británica como un «traidor».

He recibido mensajes diciendo que si vuelvo (a las islas), van a dispararme. (...) Yo esperaba algún tipo de reacción (de los isleños) pero es como si hubiera matado a alguien.

Salir de las islas genera polémicas, hay muchísima observación. Es un lugar opresivo, se bebe mucho y todos chusmean sobre el otro. Yo, para ellos, soy "James, el traidor".

Mike Summers, legislador isleño, amenazó a Peck». Semanas después de que Peck denunció las amenazas recibidas, el ex canciller argentino Héctor Timerman nombró y denunció el caso ante el Comité de Descolonización de las Naciones Unidas, calificando los hechos como «actitud criminal de fanáticos».
Peck ha dicho que continúa recibiendo amenazas
Como artista plástico recibió varios premios argentinos y participó cuatro veces de ArteBA. Como escritor, su novela debut se llamó Malvinas, una guerra privada y trató sobre su experiencia como niño en medio del conflicto, y de su después. Durante años tuvo su taller como artista en las islas. Hoy lo tiene en el barrio porteño de Recoleta. En julio de 2015, Peck presentó su segundo libro, con críticas a la política asociada a la cuestión Malvinas.
También, luego de obtener el DNI argentino, trabajó en el Archivo General de la Nación como restaurador de documentos, hasta que fue despedido sorpresivamente sin motivo alguno en diciembre de 2014 mediante la red social Facebook cuando volvió a las islas para visitar a sus familiares.

### Renuncia a la ciudadanía argentina
El 13 de diciembre de 2015, en su cuenta personal de Facebook subió una foto en la que su DNI argentino aparecía cortado en cuatro partes, siendo acompañado por un mensaje en inglés que iniciaba con «este es mi documento argentino, ahora ha sido destruido». Allí explicó su complicada situación familiar, laboral y criticó al gobierno argentino, diciendo que gracias a su «repugnante manipulación» (por ser un argentino de Malvinas) no puede vivir con estabilidad y trabajar en las islas. Desde que había sido despedido en el gobierno, no pudo mantener económicamente a sus hijos. Además, ya no vivía establemente en Buenos Aires.
En enero de 2016 regresó a Malvinas, donde se radicó. En una entrevista concedida a The Guardian declaró que había solicitado la ciudadanía para estar con sus hijos en Buenos Aires, ya que el gobierno argentino se había negado a aceptar que él era británico a los efectos de su solicitud de residencia ya que nació en las Malvinas. Sobre sus hijos declaró que quiere que conozcan su historia personal y que «no crezcan aquí contaminados por esta sociedad a la que he renunciado». «Siento que he perdido por no aprender a vivir al modo de Argentina».